# Persona 2
Persona 2 (ペルソナ2 Perusona Tsū?) är ett datorrollspel som har utvecklats och givits ut av Atlus till Playstation. Det är indelat i två delar: Innocent Sin (罪 Tsumi?) och Eternal Punishment (罰 Batsu?).
Spelet är den andra delen i spelserien Shin Megami Tensei: Persona, som är en del av den större spelserien Megami Tensei.

## Gameplay

### Upplägg
Spelupplägget i Persona 2 består dels av att spelaren besöker olika platser i den fiktiva staden Sumaru City, där han eller hon interagerar med figurer och skaffar utrustning samt Personas till sin trupp, och dels av att utforska dungeons - det vill säga områden där spelaren måste slåss mot demoner och lösa pussel.
Omgivningarna i spelet är tre-dimensionella och sedda snett uppifrån, till skillnad från föregångaren Revelations: Persona, som spelas ur en förstapersonsvy; spelarfigurerna kan också röra sig fritt i Persona 2, jämfört med Revelations: Persona där figurer förflyttar sig efter ett rutnätssystem.
Spelaren kan ha med sig upp till fem figurer i sin trupp åt gången, och kan delta i konversationer med dem när han eller hon befinner sig i säkra områden, såsom butiker eller avskilda rum. När spelaren utforskar dungeons kan han eller hon dock bara se sin spelarfigurs sprite, och inte övriga figurer i sin trupp.
När spelaren är i dungeons kan han eller hon använda sig av en karta som ursprungligen är tom, men som automatiskt fylls i efterhand som han eller hon besöker olika områden.

### Personas och tarotkort

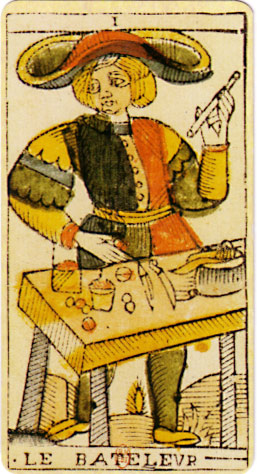
Magikern från Dodals lek. Tarotkort används för att frammana Personas i Persona 2.

#### Stora arkanan
Figurerna i spelarens trupp har förmågan att frambesvärja aspekter av sina psyken i fysisk form, så kallade Personas, som kan användas i strid. För att få tillgång till nya typer av Personas kan spelaren besöka en plats "mellan medvetande och undermedvetande", det så kallade Velvet Room ("sammetsrummet"), och tala med figuren Igor; han kan frammana dessa genom att använda tarotkort som spelaren har fått tag på i förhandlingar med demoner.
Dock så måste spelare ha tillräckligt många tarotkort tillhörande samma stora arkanum som den Persona de vill frammana; dessutom så kan Igor inte frammana Personas vars nivå är mer än fem nivåer högre än nivån på den figur i spelarens trupp med högst nivå. Efter att ha frammanat en Persona kan figurerna i spelarens trupp anta den, men bara så länge Personans och figurens stora arkana är kompatibla med varandra.
Spelare kan också tala med Demon Painter, en konstnär i Velvet Room, och be honom att måla stora arkana på blanka kort; dessa fungerar som vilda kort då de kan målas i vilken arkanum som helst och därefter användas som vanliga tarotkort. Tarotkort av vissa arkana - Översteprästinnan, Kejsarinnan, Kejsaren, Översteprästen och Solen - kan inte fås av demoner, och det är alltså enbart möjligt att frammana Personas av sådana arkana med hjälp av blanka kort som har målats.

#### Lilla arkanan
Det finns även Personas tillhörande lilla arkanan - Skivor, Bägare, Svärd och Stavar - men dessa kan inte frammanas av Igor, och spelaren kan inte heller få tag i tarotkort tillhörande lilla arkanan. Istället kan Personas av stora arkanan ibland muteras till andra Personas, varav vissa tillhör lilla arkanan.

### Demoner
Ibland när spelaren går genom en dungeon stöter han eller hon på en eller flera demoner som han eller hon kan välja mellan att slåss mot eller att förhandla med; dock så är vissa typer av fiender, såsom bossar, zombier och mänskliga fiender, inte intresserade av förhandling.

#### Strid
Spelets stridssystem är turordningsbaserat, och spelaren kan mitt i strider ändra ordningen figurerna i hans eller hennes trupp ska anfalla i. Spelaren kan låta figurerna använda ett föremål de har med sig; utföra en fysisk attack med sina vapen; eller låta dem frambesvärja sin Persona och låta den använda magiska eller fysiska förmågor. Dessa förmågor kan antingen vara direkta attacker mot fienderna, eller mer defensiva, såsom förmågan Dia som helar en figur i spelarens trupp, och Rakukaja som ökar förmågan att stå emot fysiska attacker.
Det finns även vissa speciella förmågor, så kallade Fusion Spells, som kräver att flera av figurerna i truppen använder sina Personas tillsammans. Dessa är mer kraftfulla, men innebär alltså också att fler av spelfigurerna blir upptagna med att göra samma sak, vilket betyder att spelaren får mindre utrymme under sin tur att exempelvis använda föremål eller hela figurerna i sin trupp.

#### Förhandling
I förhandlingar väljer spelaren ut upp till tre av sina figurer, och skickar fram dem till demonen för att tala med den; det de säger beror på vilken kombination av figurer spelaren har valt och vilken relation de har till varandra under den tidpunkten i spelets berättelse, och demonens reaktion beror på vilken personlighetstyp den har. Om spelaren väljer att bara skicka fram en figur kan han eller hon välja en av fyra tillvägagångssätt, som är unika för just den figuren; exempelvis kan figuren Michel marknadsföra sig själv, försöka sätta demonen på plats, tala om livet, eller sjunga.
Demoner i spelet kan ha ett eller flera av personlighetsdragen Foolish (dum), Joyful (gladlynt), Timid (skygg), Forceful (kraftfull), Gloomy (dyster), Snappish (snäsig) och Haughty (högdragen), och beroende på vilka, kombinerat med hur spelaren har betett sig mot dem tidigare, reagerar de olika på vad spelaren säger till dem; ibland ställer de frågor som spelaren måste besvara, vilket får demonen att reagera igen, och eventuellt ställa ytterligare frågor. Olika demoner har olika reaktioner, men alla reaktioner delas in i fyra typer: Eager (ivrig), Scared (rädd), Angry (arg) och Happy (glad).
Efter att spelaren har fått samma typ av reaktion från en demon tre gånger i ett och samma möte, agerar demonen utifrån det: en ivrig demon ger spelaren tarotkort som tack för att ha underhållit den, en rädd demon flyr därifrån, en arg demon attackerar spelaren, och en glad demon frågar spelaren om han eller hon vill bilda en pakt med den. Det går dock inte att bilda en pakt med demoner om ens trupp har mycket lägre nivå än demonen.
Om spelaren får en demon han eller hon har bildat en pakt med att bli glad igen i ett senare möte, kan han eller hon be den att ge pengar, föremål, eller information till truppen; informationen består av rykten om andra demoners färdigheter. Om spelaren istället får en demon som han eller hon är i en pakt med att bli ivrig, ger den truppen tarotkort, både blanka kort som kan tas till Demon Painter i Velvet Room för målning, och kort av demonens arkanum.

### Rykten
Ett viktigt gameplayelement, som också är viktigt i berättelsen, är att rykten som sprids i spelvärlden i Persona 2 blir till verklighet. Genom att tala med figurer kan spelaren få reda på vilka rykten som går för tillfället; efter det kan han eller hon betala detektivagenturen Kuzunoha Detective Agency för att sprida ryktet, vilket får det att bli till verklighet.
Rykten involverar ofta att vissa butiker i staden ska vara frontorganisationer för svart marknad-försäljning av vapen; efter att ha fått sådana rykten att bli till verklighet kan spelaren köpa nya vapen att kämpa mot demoner med. Andra rykten som är vanliga inkluderar att någon ska ha sett ett monster någonstans; om spelaren får det att bli till verklighet får han eller hon möjlighet att slåss mot nya icke-obligatoriska bossar, och kan få tag på ovanliga föremål genom att besegra dem.
Spelaren kan också sprida rykten om demonfärdigheter han eller hon har fått höra från demoner genom att tala med en demon som har en pakt med. Precis som med rykten spridda av Kuzunoha Detective Agency blir dessa rykten till verklighet; spelaren kan både använda det för att ge fiendedemoner svagare förmågor, och för att ge sin egen trupps Personas starkare förmågor.

## Utgivning
Persona 2:s två delar, Innocent Sin och Eternal Punishment, släpptes först i Japan den 26 juni 1999 respektive den 29 juni 2000. Av dessa gavs till att börja med enbart Eternal Punishment ut utanför Japan; detta skedde den 30 november 2000, och enbart i Nordamerika.
2011 respektive 2012 släppte Atlus remakes av båda delarna till Playstation Portable; denna gång släpptes enbart Innocent Sin utanför Japan, men både i Nordamerika och Europa.
Playstation Portable-versionen av Innocent Sin har även släppts via Playstation Store till Playstation Portable och Playstation Vita; samma sak gäller Playstation-versionen av Eternal Punishment, som dessutom finns tillgänglig för Playstation 3, men inte på den europeiska Playstation Store.